# Povijest Kine
Kina je uz Indiju i Iran zemlja s najstarijom neprekidnom civilizacijom na svijetu s kontinuitetom od više od 4.000
godina. Od 211. pr. Kr. do 1911. godine, bila je ujedinjena u golemo Kinesko Carstvo kojim su vladali svemoćni vladari. Tijekom tog razdoblja mijenjale su se granice, glavni gradovi, a zemlju su napadala divlja plemena, među njima i Mongoli. Unatoč svojoj golemoj veličini, jedinstven sustav vladanja i snažan osjećaj nacionalnog identiteta pridonijeli su da Kina ostane ujedinjena.

## Prapovijesna Kina
Kina je zemljopisno i klimatski bila pogodno mjesto za naseljavanje ljudi koji su se tim područjima počeli naseljavati prije 500.000 godina. Prije toga, u jugoistočnoj Kini, pronađeni su ostaci ranih hominida slični javanskom čovjeku. Pekinški čovjek, homo erectus, živio je oko Po Haia, na jugoistoku, ali i u srednjoj i južnoj Kini. Homo sapiens se pojavio u paleolitiku u području Ordos, na sjeveru i jugozapadu, oko 30.000 pr. Kr. Kasnije mezolitske kulture cvjetale su na sjeveru, jugu i jugozapadu te na Tajvanu.
Neolitske poljoprivredne zajednice, izravni preci kineske kulture, javile su se oko 7500. pr. Kr. u južnoj Kini i u brdskim krajevima prekrivenima praporom, gdje je tlo riječnih terasa s dobrim odvodnjavanjem bilo idealno za ranu poljoprivredu. Jedno od najranijih nalazišta je Pan-p'o, s okruglim i pravokutnim kućama, lončarskim pećima i grobljima. U dolini Žute rijeke postojao je uzgoj svinja, a rana poljoprivreda ovisila je o prosu, dok u delti rijeke Yangtze postoje dokazi o rižištima (divlja riža i wet riža) koja su postojala već u 5. tisućljeću pr. Kr. 
Rana povijest Kine, kojoj nedostaju pisani spomenici, opisana je u kasnijim dokumentima iz dinastije Shang mnogo stoljeća kasnije. Kako su Kinezi pokušali introspektivno pisati o minulim stoljećima, pomiješali su mitove s činjenicama.  U 6. tisućljeću pr. Kr. javila se  Jiahu kultura, a u Damaidi u Ningxia oblasti pronađeno je 3,172 neolitskih gravira na kamenu koje predstavljaju 8,453 znakova kao što su: sunce, mjesec, zvijezde, bogovi i scene lova. Ovi piktogrami se smatraju veoma sličnima najranijim znakovima kineskog pisma. Do 3000. pr. Kr. razvile su se profinjene vještine, kao što je rezbarenje žada, a umjesto sela pojavljuju se male općine. Kasniju Yangshao  kulturu, oko 2500. pr. Kr., potisnula je kultura Longshan.
Kultura Longshan (2500. pr. Kr. – 1800. pr. Kr.) nazvana je po osebujnoj crnoj lončariji, a karakteriziraju je naselja s obrambenim zidovima i nova, naprednija tehnologija, kao npr. lončarsko kolo.

### Dinastija Xia
Dinastija Xia je prva koja je opisana u drevnim kineskim tekstovima kao što su Zapisi velikog povjesničara i Anali na bambusu, iz oko 2100. pr. Kr. do 1600. pr. Kr.
Većina arheologa povezuje ovu dinastiju s iskopinama u Erlitou u središnjoj Henan provinciji,gdje su iskopane peći za broncu iz oko 2000. pr. Kr.

## Drevna Kina

### Dinastija Shang
Oko 1600. pr. Kr. Kina je ušla u brončano doba s prvom arheološki potvrđenom dinastijom, Shang, vladala je oko 1520. pr. Kr. do 1027. pr. Kr. U potrazi za rudnicima bakra dinastija Shang je mijenjala svoju prijestolnicu barem šest puta, a tri su iskopane: kod Cheng-choua, Erh-li-t'oua i Anyanga (Yin Xu). Pronađena su i mnoga manja nalazišta, od kojih su neka smještena u dolini rijeke Yangtze i ukazuju na širenje dinastije Shang prema jugu. 
Veliki gradovi sa zaštitnim zidovima, bogate grobnice, raskošne bakrene posude, razvijeni obrt i najraniji kineski zapisi pokazuju bogatstvo i originalnost Shang kulture. Tada se oblikovala kineska kultura u obliku pisanog jezika, filozofije, a postupno se javila i stabilna socijalno-politička i ekonomska struktura. Ta je dinastija razvila i trgovačke veze s većinom područja središnje, sjeverne i istočne Azije.
Vjerovalo se da su Shang vladari polubožanstva i nazivali ih sinovima Raja. Njihova je dužnost bila održavati dobre odnose između zemlje i nebeskog kraljevstva.

### Dinastija Chou
U 11. stoljeću pr. Kr. područja pod dinastijom Shang pokorila je dinastija Chou sa sjeverozapada. Dinastija Chou je još više proširila svoj utjecaj i asimilirala je etnički različite narode, te uspostavila jedinstvenu kinesku kulturu i ojačala gospodarstvo. No od 770. pr. Kr. polako gubi nadzor nad svojih stotinjak vazalnih država koje su ratovale jedna protiv druge.

### Ujedinjenje Kine
Oko 400. pr. Kr. srušena je centralna vlast i brojna su malena kraljevstva međusobno ratovala. Godine 221. pr. Kr. kao pobjednik je izašla država Qin ujedinivši sva suparnička kraljevstva pod vladavinom Prvog cara. U to vrijeme izgrađen je Kineski zid uz pomoć robovske radne snage. Zaštićeno Kineskim zidom, carstvo Qin obuhvaćalo je današnju sjevernu i istočnu Kinu. Zid je izgrađen kao obrana od neprijateljskih plemena iz srednje Azije.

## Dinastija Qin
Kada je Zheng (258. pr. Kr. - 210. pr. Kr.), vođa pobjedničke vojske Qina, preuzeo upravljanje Kinom 221 pr. Kr. uzeo je počasni naslov Prvi suvereni car Qina ili Qin Shi Huangdi. Prvi car bio je vrlo surov prema svojim podanicima i njegova je dinastija svrgnuta u seljačkoj buni 207. pr. Kr. Ime Kine dolazi od Qin.
Grob Prvog cara čuvale su tisuće ratnika od terakote u prirodnoj veličini, s konjima i kočijama a posao im je bio zaštititi cara poslije smrti. Tu vojsku od terakote pronašli su 1974. godine ljudi koji su kopali bunar. Grob leži nedaleko od današnjeg grada Xi'ana. Nekoć su glineni vojnici nosili pravo brončano oružje, koje su pokrali pljačkaši grobova.

## Dinastija Han
Godine 207. pr. Kr. vlast je preuzela nova dinastija. Carevi Hana koji su vladali do 220., uspostavili su nacionalnu državnu administraciju radi upravljanja zemljom. Činovnici su proučavali učenje filozofa Konfucija (551. pr. Kr. - 479. pr. Kr.), a birani su strogim ispitnim sustavom. Ustrojstvo državne uprave ostalo je uglavnom nepromijenjeno sljedećih 2000 godina. Vladavina Hana označila je period mira i napretka, a Kina je prednjačila u umjetnosti i tehnologiji, s izumima kao što su papir, porculan i barut.
Za vrijeme dinastije Han sjeverna Kina (Mandžurija)  bila je pod kraljevstvom Koguryo (277. pr. Kr. – 668.) od kojega će kasnije nastati Koreja.

## Razdoblje šest dinastija
Godine 220. Carstvo Han se raspalo na tri kraljevstva: Wei na sjeveru, Shu na jugozapadu i Wu na jugoistoku. Ovo razdoblje se naziva Tri kraljevstva (kineski: 三國時代 / 三国|时代, pinyin: Sānguó shí dài), odnosno početak višestoljetnog doba političke nestabilnosti i razjedinjenosti poznatog kao „Šest dinastija”. Godine 280. Carstvo je ponovno ujedinjeno pod klimavom  dinastije Jin. 
Njezina vladavina je podijeljena na dva razdoblja, Zapadni Jin (西晉) ili Liang Jin (兩晉, doslovno „dva Jina”) od 265. – 316. god., i Istočni Jin (東晉) ili Sima Jin (司馬晉) od 317. – 420. god.  Uslijedio je rat za prijestolje poznat kao „Rat Osam prinčeva” (291. – 306.) i ustanka sjevernih nomada Wu Hu koji su 316. god. zauzeli najveći dio sjeverne Kine, uključujući prijestolnicu Luoyang u događaju koji se naziva „Katastrofa kod Yongjie”. Od tada nastaje razdoblje poznato kao „Šesnaest kraljevstava” (東晉十六國), kada je na području Kine od 304. do 439. postojao niz kratkotrajnih država. Za ovog razdoblja velike mase ljudi su se preselile na jug, ispod rijeke Huai He, potaknuvši razvoj južne Kine.
Pod vodstvom Sima Ruija dinastija Jin je 317. god. uspostavila novu prijestolnicu u južnom dijelu Kine, u gradu Jiankangu (današnja pokrajina Jiangsu). Južna dinastija Istočni Jin je jačala i konačno se ujedinila sa sjevernim područjim 382. godine. Dinastiju su oslabile pobune generala poput Wang Duna i Su Juna, no Bitka na rijeci Fei 383. god. protiv snaga Ranijeg Qina (koji je nakratko ujedinio sjevernu Kinu od 351. – 394. god.), zahvaljujući kratkotrajnoj suradnji kancelara Xie Ana i generala Huan Chonga. Brat Huana Chonga, veliki general Huan Wen, je 403. god. nakratko uzurpirao prijestolje gdje je za cara postavio svog sina Huan Xuana i promijenio ime dinastije u Chu, ali ga je ubio general Liu Yu 404. god., koji je prijestolje vratio caru Anu od Jina. No, smatrajući da je dovoljno osigurao vlast, Liu Yu je cara Ana 419. god. dao zadaviti i na njegovo mjesto postavio njegova brata koji je nakratko vladao kao car Gong od Jina. On je bio primoran abdicirati u korist Liu Yua, osnivača dinastije Liu Song.
Od 420. do 589. god. Kina je bila podijeljena na južni dio, kojim su vladale Južne dinastije i sjeverni dio, kojim su vladale Južne i Sjeverne dinastije (kineski: 南北朝, pinyin: Nánběicháo). Na sjeveru se dinastija Sjeverni Wei 554. godine podijelila na dva ogranka: sjeverni Qi i sjeverni Zhou. Sjeverni Zhou porazio je sjeverni Qi 577. godine, ali je ubrzo njom zavladao general Yang Chien, koji je osvojio i jug, te osnovao dinastiju Sui. Dinastija Sui (581. – 618.) je bila kratkog vijeka (manje od 40 godina), no uspjela je ujediniti Kinu i proširiti kinesku moć na sjeveroistoku, te ponovno osvojiti sjeverni Vijetnam, ali i započeti velike carske projekte kao što su Veliki kanal i obnova Kineskog zida.

## Dinastija T'ang
Kineska vojna i kulturna hegemonija na Dalekom istoku bila je za vrijeme dinastije T'ang (618. – 907.) vrlo snažna. Dinastija T'ang, sa sjedištem u gradu Chang'anu (današnji Xi'an) koji je bio najnapučeniji grad na svijetu, smatra se vrhuncem kineske civilizacije i zlatnim dobom kozmopolitske kineske kulture. Teritorij Kine je za vrijeme dinastije T'ang, u brojnim vojnim pohodima ranih vladara, narastao veći od onog za vrijeme dinastije Han, a populacija je (prema broju zabilježenih kućanstava) prešla 50 milijuna stanovnika. Njezinu vladavinu podržavao je i „Carski ispitni sustav”, čiji je zadatak bio izabrati obrazovane građane da služe carstvu; a održao se do početka 20. stoljeća. Čitava je Kina bila povezana mrežom poštanskih putova, dok je prijevoz dobara između područja u dolini rijeke Yangtze i sjevera bila omogućena učinkovitom mrežom kanala i plovnih putova.
Dinastija je djelomično prekinuta za vrijeme Druge Chou dinastije (16. rujna, 690. – 3. ožujka, 705.) kada je carica Wu Zetian zauzela prijestolje, postavši tako jedina kineska carica koja je samostalno vladala. Dinastiju je ipak znantno oslabio graničarski general An Lushan koji je 755. god. pokrenuo An Shi pobunu kako bi se domogao vlasti. Iako je ipak na kraju izgubio 763. god., brutalni građanski rat odnio je živote oko 33 milijuna Kineza.
Čak i kad je središnja vlast postupno oslabila tijekom 9. stoljeća i nije bila u mogućnosti napraviti točan popis stanovništva, ipak su procijenili da je broj stanovnika do tada narastao na otprilike 80 milijuna ljudi.
Zahvaljujući tom velikom broju stanovnika, dinastija T'ang je mogla podizati profesionalne i unovačene vojske od stotina tisuća vojnika da bi se nadmetala s nomadskim narodima za dominaciju nad središnjom Azijom i unosnim trgovačkim putovima duž Puta svile. Mnoge države i kraljevstva su plaćale danak T'ang dvoru, a T'ang je ujedno i pokorio nekoliko pokrajina kojima je neizravno upravljano kroz sustav protektorata. Izuzev političkog, Dinastija T'ang je imala i snažan kulturološki utjecaj na susjedne države poput onih na području današnje Koreje, Japana i Vijetnama.

## Pet dinastija i Deset kraljevstava
„Pet dinastija i Deset kraljevstava” je naziv za turbulentno razdoblje koje je započelo 907. godine padom dinastije Tang, a završilo uspostavom dinastije Song 960. godine, odnosno formalnom obnovom političkog jedinstva carske Kine pod njenom vlašću 979. god. Ime je dobila po pet dinastija koje su predstavljale formalne nasljednike dinastije Tang, a koje su se brzo izmijenjivale na prijestolju od 907. do 960. god. kao i po 10 odmetnutih samostalnih država (čiji je broj u stvarnosti bio veći od 12). Iako je na njegovom kraju Kina izašla kao obnovljena politička cjelina, neki od ranijih teritorija na sjeveru su potpali pod vlast tada osnovane kitanske dinastije Liao.

## Dinastija Sung
Dinastija Sung (960. – 1279.), koja je naslijedila dinastiju T'ang, nije bila toliko važna međunarodna sila, ali je, sve do mongolske invazije u 13. stoljeću, učvrstila položaj Kine kao najrazvijenije države svijeta.

## Kina pod Mongolskim Carstvom
Dinastija Yuan je naziv za razdoblje u kojem je Kinom po prvi put u povijesti vladala dinastija stranih osvajača.
Razdoblje dinastije Yuan bilo je relativno kratko, ali se pod upravom mongolskih careva Kina ponovno ujedinila, ekonomski oporavila i došla u dodir s cijelim nizom drugih naroda i kultura. U tom je periodu Kinu posjetio Marko Polo.
Godine 1368. istjerani iz Kine od Taizija, osnivača dinastije Ming. Ostaci dinastije Yuan su vladali Mongolijom, da bi u 17. stoljeću formalno vlast predali mandžurskoj dinastiji Qing.

## Dinastija Ming
Dinastija Ming je vladala Kinom od 1368. do 1644. Bila je posljednja dinastija čiji su vladari porijekom bili Han Kinezi. Najpoznatiji vladari: Hung Wu (1368. – 1398.), Yung-lo (1402. – 1424.) i Wan-Li (1573. – 1619.). Grobnice ovih vladara nalaze se kraj Pekinga i Nanjinga.
Nastala je kao posljedica pobune domaćeg stanovništva protiv mongolskih vladara iz dinastije Yuan. Zhu Yuanzhang, zvan Taizi, uspio je otjerati Mongole i okruniti se za prvog cara dinastije.
Na svom početku dinastija Ming je Kinu ne samo oslobodila, nego učinila i velikom vojnom silom. U doba dinastije Ming podignut je, kao zaštita od provale naroda iz unutrašnje Azije, čuveni Kineski zid. Drži se da je početkom 15. stoljeća Kina bila najciviliziranija, najbogatija, najprosvjećenija i najnaprednija država na svijetu. U to je doba je čuveni moreplovac Ženg He krenuo u svoje ekspedicije. U 16. stoljeću započinje i afirmacija europskih utjecaja i prisutnosti u Kini, a istodobno se razvijaju trgovačke veze s indijskim prostorima.
U kasnijim periodima dinastija Ming je Kinu sve više izolirala od ostatka svijeta, što je dovelo do stagnacije i pada koji je godine 1644. Kinu doveo pod vlast dinastije Qing.
U 19. i 20. stoljeću, pod snažnim dojmom stranih osvajanja, kolonizacije i bezbrojnih poniženja, Kinezi su često dinastiju Ming idealizirali kao zlatno doba vlastite povijesti.

## Dinastija Ch'ing (Qing)
Dinastiju Ch'ing (1644. – 1911.) osnovali su Mandžurci sa sjevera koji su iskoristili vojni puč Li Tzu-ch'enga. U vrijeme dinastije Ch'ing Kina je udvostručila svoj teritorij i proživjela stoljeće mirnog napretka. Koncem 18. stoljeća pad gospodarstva, uzrokovan brzim rastom stanovništva, izazvao je mnoge pobune. Kriza je pogoršana i sve većom neučinkovitošću uprave i zapadnom ekonomskom intervencijom. Do 30-tih godina 19. stoljeća problemi Kine zahtijevali su žurnu i korjenitu promjenu.

### Pad carstva
Tijekom 19. stoljeća Kina je proživljavala krizu sistema, uzrokovanu brojnim ustancima i poniženjima od vanjskih sila (Opijumski rat). Godine 1839. Kinezi su pokušali zaustaviti britansku trgovinu opijumom. Britanci su pokrenuli rat i natjerali Kineze da otvore luke strancima za trgovanje i Britancima prepuste Hong Kong. Slične zahtjeve postavljali su i Francuska, Rusija i kasnije Japan.
Kinesko vodstvo nije bilo svjesno nužnosti unutarnjih promjena. Devedesetih godina 19. stoljeća započele su temeljite reforme prema zapadnjačkom modelu i nakon 2000 godina vladanja srušen je stari dinastički sustav. No, već je bilo kasno. Godine 1900. skupina zvana Pravedne složne šake ustala je protiv europskog uplitanja u Kini (Bokserski ustanak). Ustanak je ubrzo ugušen kad su međunarodne snage zauzele Peking, no to je oslabilo kinesku vlast. Godine 1911. mala vojna pobuna kod Wuhanga prerasla je u narodnu revoluciju u kojoj su svrgnuti onemoćali Mandžurci i uspostavljena je Republika Kina s predsjednikom Sun Yat-senom.
Građanski rat i uspon komunista oslabili su novu republikansku vlast. Bez snažne središnje vlade, vojni zapovjednici, nacionalisti i komunisti borili su se za vlast, dok je Japan zauzimao sve veća područja na sjeveru. Godine 1931. Japanci su iskoristili taj nered i izvršili invaziju na sjevernu provinciju Mandžuriju. Do kraja 1938. godine, Japanci su kontrolirali većinu sjeverne i središnje Kine, glavne luke, te središta moderne industrije, a počinili su i razne ratne zločine, poglavito Masakr u Nankingu, zbog čega su odnosi te dvije države i danas zategnuti.

## Komunistička Kina
Godine 1949. Komunistička partija predvođene Mao Zedongom (1893. – 1976.) konačno je nakon višegodišnjeg građanskog rata preuzela vlast u Kini, proglasivši Narodnu Republiku Kinu. Nova vlast nacionalizirala je industriju i zemlju te započela s nizom višegodišnji planova za preobrazbu zemlje u veliku industrijsku silu. Mnogi Zedongovi projekti i čistke donijeli su pak neuspjeh i katastrofe, poglavito Veliki skok naprijed 1958. – 1961., gdje je pokušao preobraziti Kinu u industrijaliziranu državu zanemarujući poljoprivrednu stranu, što je dovelo do slabe žetve te neminovne gladi od koje je preminulo najmanje 20,000,000 Kineza.
Nakon smrti Mao Zedonga 1976. godine, Kinezi su počeli modernizirati svoje gospodarstvo uvodeći zapadnjačke ideje i tehnologiju. Centralističko upravljanje ekonomijom polako je popuštalo i to je dovelo do ekonomskog buma nakon uvođenja novih djelatnosti. Godine 1989. studenti su izašli na ulice Beijinga zahtijevajući demokratske reforme. Brojni studenti zauzeli su Tiananmenski trg u Beijingu. Dana 4. srpnja na trg je ušla vojska i ubila više od 3000 ljudi (pokolj na Tiananmenskom trgu). Nakon masakra nemilosrdno je ugušen prodemokratski pokret.

## Vremenska tablica
| Godina                    | Važni povijesni događaji                                                                                 |
| ------------------------- | --- |
| oko.1650. – 1027. pr. Kr. | Dinastija Shang vlada sjevernom Kinom; razvijaju se rad s broncom i pisanje.                             |
| 221. pr. Kr.              | Prvi car Qin Shi Huangdi utemeljuje dinastiju Qin i ujedinjuje zemlju.                                   |
| 221. pr. Kr. – 618.       | Gradi se Kineski zid                                                                                     |
| 589. – 618.               | Kratkovječna dinastija Sui povezuje postojeće kanale i dovršava Veliki kanal što povezuje velike rijeke. |
| 618. – 906.               | Dinastija Tang donosi Kini veliki napredak; cvjetaju umjetnost i trgovina.                               |
| 960. – 1279.              | U vrijeme dinastije Song dolazi do industrijske revolucije.                                              |
| 1279.                     | Mongoli pod vodstvom Kublaj-kana zauzimaju Kinu; duž Put svile cvjeta trgovina s Europom.                |
| 1368. – 1644.             | Pod dinastijom Ming Kina postaje svjetska sila.                                                          |
| 1644. – 1911.             | Mandžurijska dinastija.                                                                                  |
| 1911.                     | Pad carske vlasti, proglašena Republika Kina.                                                            |
| 1949.                     | Komunisti proglašavaju Narodnu Republiku Kinu.                                                           |
| 1966.                     | Mao Zedong pokreće Kulturnu revoluciju.                                                                  |
| 1997.                     | Umire Deng Xiaoping. UK vraća Kini Hong Kong.                                                            |
| 1999.                     | Portugal vraća Macao Kini.                                                                               |